# Touchdown (Sport)

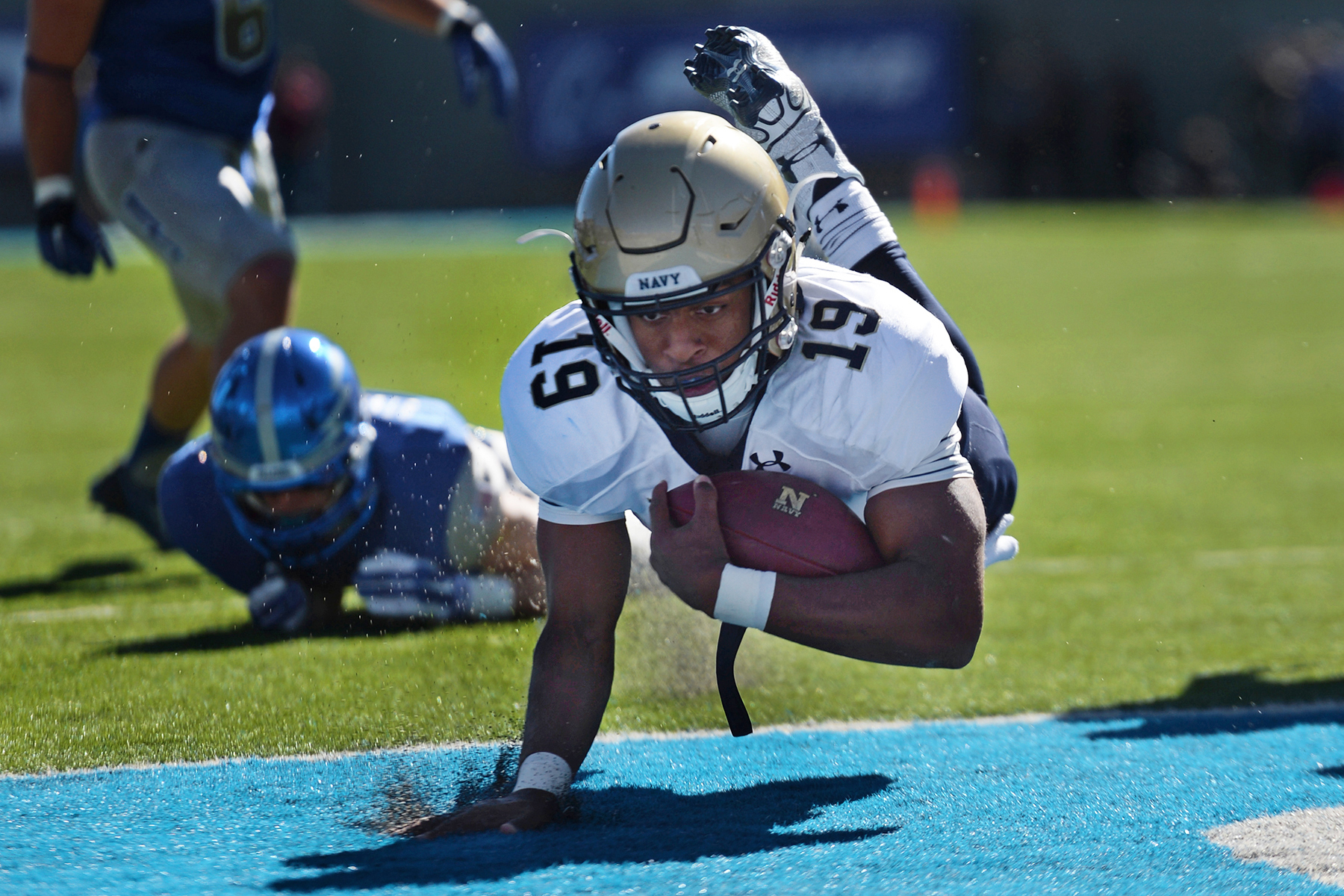
Ein Touchdown im American Football

Ein Touchdown (TD) bezeichnet im American Football einen Gewinn von sechs Punkten, indem der Ball in die gegnerische Endzone getragen oder dorthin geworfen und gefangen wird. Anschließend können in einem Zusatzversuch ein oder zwei weitere Punkte erzielt werden.
Im Rugby dagegen ist der entsprechende Punktgewinn ein Versuch (englisch try), und der Begriff Touchdown bezeichnet das „Totmachen“ des Balls im eigenen Malfeld.

## American Football
Beim American Football ist der Touchdown die höchstwertige Art, Punkte zu erzielen. Er zählt, aus dem normalen Spielverlauf heraus erzielt, sechs Punkte. Andere Arten Punkte zu erzielen sind das Field Goal (drei Punkte), das Safety (zwei Punkte), der Extrapunkt nach einem Touchdown – Point after Touchdown (PAT) – (ein Punkt) oder die Two-Point Conversion nach dem Touchdown (zwei Punkte).
Ein Touchdown wird erzielt, wenn ein Team den Ball in die gegnerische Endzone trägt oder er dort gefangen oder erobert wird. Nach heutigen Regeln ist es nicht erforderlich, dass der Ball tatsächlich zu Boden gebracht wird, wie der Name Touchdown eigentlich vermuten lässt. Ursprünglich war American Football allerdings eine reine Laufspielart, ohne dass der Ball geworfen werden durfte, und der Spielball musste bis 1889 auf oder hinter der Goalline zu Boden gebracht werden.
Wird der Ball getragen, so reicht es aus, dass ein Teil des Balles die Endzone, also mindestens die Goal Line (die Linie, die das Feld von der Endzone trennt) erreicht. Die Goal Line ist hierbei als imaginäre Wand zu sehen, so dass keine Bodenberührung stattfinden muss. Es genügt, dass der Ball zumindest mit seiner Spitze in den „Luftraum“ über der Goal Line eindringt, der angreifende Spieler selber muss die Endzone nicht erreichen. Der Ball darf zum Zeitpunkt des Touchdowns nach den Regeln noch nicht tot sein, das heißt, der Ballträger darf sich in dem Moment nicht außerhalb des Spielfeldes oder am Boden befinden. Nach den Regeln der National Football League (NFL) ist es allerdings möglich, am Boden liegend einen Touchdown zu erzielen, wenn der Spieler zuvor nicht getacklet oder vom Gegner berührt wurde.
Wird nach einem Vorwärtspass der Ball in der gegnerischen Endzone gefangen, so muss der Spieler die Kontrolle über den Ball erreichen (also den Ball sicher halten), solange er selbst in der Endzone ist. Dabei ist nicht entscheidend, ob sich der Passempfänger oder der Ball im Luftraum der Endzone befinden. In der NFL muss der Spieler den Boden der Endzone mit beiden Beinen oder einem Knie berühren, bevor der Touchdown gültig gegeben wird. In anderen Ligen, z. B. im College Football oder der German Football League, reicht es, wenn der Spieler ein Bein in die Endzone bringt, bevor er mit einem anderen Körperteil out-of-bounds (d. h. im Aus) ist.
Die dritte Möglichkeit einen Touchdown zu erzielen ist die Eroberung eines freien Balls in der gegnerischen Endzone. Dies kann z. B. durch Eroberung eines Fumbles oder eines Muffs oder durch Abfangen eines gegnerischen Rückpasses geschehen. Es gelten die Regeln wie beim Tragen des Balls in die Endzone: Der Ball muss sich im Luftraum der Endzone in Besitz eines Spielers der Offense befinden.

### Try (Extraversuch)
Nach dem Erzielen eines Touchdowns wird der Extrapunkt in der NFL von der Fünfzehn-Yard-Linie (ursprünglich Zwei-Yard-Linie, von der auch jetzt noch die Two-Point Conversion gespielt wird) des verteidigenden Teams gespielt, um dem erfolgreichen Team die Chance zu geben, die Wertung zu erhöhen. Im College Football werden beide Varianten von der Drei-Yard-Linie aus gespielt.
Beim Point after Touchdown (PAT), versucht die Offense dabei ein Field Goal zu erzielen, welches einen zusätzlichen Punkt bringt. Die Distanz wurde in der National Football League (NFL) zur Saison 2015 erhöht, um den Automatismus der Punkterhöhung zu erschweren und somit das Spiel attraktiver zu gestalten.
Gelingt der Offense in einem regulären Pass- oder Laufspiel im Rahmen des Try ein weiterer Touchdown, so zählt dieser zwei weitere Punkte. Es handelt sich in diesem Fall um eine Two-Point Conversion. Auch die Defense hat bei einem Try die Möglichkeit Punkte zu erzielen. Gelingt es ihr, den Ball zu erobern und ihrerseits einen Touchdown zu erzielen, so wird dies ebenfalls mit zwei Punkten belohnt.

### Trivia
In der NFL erzielte Wide Receiver Jerry Rice als bisher einziger Spieler in seiner Karriere über 200 Touchdowns.

## Rugby
Beim Rugby wird die dem Touchdown entsprechende Wertung Versuch (englisch try) genannt. Hierzu muss der Ball im Malfeld abgelegt werden. Je nach Sportart zählt ein Versuch vier (Rugby League) oder fünf Punkte (Rugby Union). Durch einen anschließenden Zusatzkick (Erhöhung, englisch conversion) können zwei weitere Punkte erzielt werden.
Der Begriff „Touchdown“ bedeutet im Rugby Union jedoch das Ablegen des Balles im eigenen Malfeld, um dem Gegner die Möglichkeit eines Versuchs zu nehmen (das sogenannte Totmachen). War der Ball durch eine Aktion der angreifenden Mannschaft dorthin gelangt, darf die verteidigende Mannschaft den Ball von der eigenen 22-Meter-Linie kicken. Hatte diese den Ball jedoch selbst ins Malfeld gebracht, erfolgt ein Gedränge an der 5-Meter-Linie mit Gedränge-Einwurf für das angreifende Team.